# Effi Briest
Effi Briest, também conhecido como Fontane Effi Briest, é um filme alemão de 1974 dirigido por Rainer Werner Fassbinder, adaptado do romance homônimo de 1898, escrito pelo alemão Theodor Fontane.
O título completo do filme, não utilizado pelos distribuidores, é “Fontane Effi Briest oder Viele, die eine haben von Ahnung ihren Möglichkeiten und Bedürfnissen und dennoch das Sistema herrschende em ihrem Kopf akzeptieren ihre durch Taten und es Somit festigen und durchaus bestätigen”.  (tradução:. “Fontane Effi Briest ou Muitos que têm uma noção do seu potencial e desejos, e que, no entanto, em suas cabeças aceitam o sistema de decisão e, assim, o consolidam e confirmam”).
O filme ganhou o Prêmio Interfilm 1974 no 24 º Festival de Berlim e foi nomeado para o Urso de Ouro. Ele foi nomeado um dos melhores filmes já feitos 1000 pelo The New York Times.

## Ligações Externas
- Effi Briest. no IMDb.